# 電子状態計算
電子状態計算（でんしじょうたいけいさん、Electronic structure calculation、電子構造計算とも言う）とは、結晶、表面、クラスター、分子（高分子も含む）、原子などの系の電子状態（電子構造）を求める計算のこと。計算手法としては、バンド計算、量子化学的手法などがある。